# Vívás a 2016. évi nyári olimpiai játékokon
A 2016. évi nyári olimpiai játékokon a vívásban tíz versenyszámban avattak olimpiai bajnokot. A versenyszámokat augusztus 6. és 14. között rendezték. Ezen az olimpián a férfiaknál tőrben és párbajtőrben, a nőknél párbajtőrben és kardban rendeztek csapatversenyt.

## Eseménynaptár
| augusztus | 6                 | 7           | 8            | 9                 | 10           | 11                | 12          | 13           | 14                |
| --------- | ----------------- | ----------- | ------------ | ----------------- | ------------ | ----------------- | ----------- | ------------ | ----------------- |
| Férfi     |                   | Tőr, egyéni |              | Párbajtőr, egyéni | Kard, egyéni |                   | Tőr, csapat |              | Párbajtőr, csapat |
| Női       | Párbajtőr, egyéni |             | Kard, egyéni |                   | Tőr, egyéni  | Párbajtőr, csapat |             | Kard, csapat |                   |

## Éremtáblázat
(A táblázatokban Magyarország sportolói eltérő háttérszínnel, az egyes számoszlopok legmagasabb értéke vagy értékei vastagítással kiemelve.)
| A 2016. évi nyári olimpiai játékok éremtáblázata vívásban | A 2016. évi nyári olimpiai játékok éremtáblázata vívásban | A 2016. évi nyári olimpiai játékok éremtáblázata vívásban | A 2016. évi nyári olimpiai játékok éremtáblázata vívásban | A 2016. évi nyári olimpiai játékok éremtáblázata vívásban | Olimpia  |
| --------------------------------------------------------- | --------------------------------------------------------- | --------------------------------------------------------- | --------------------------------------------------------- | --------------------------------------------------------- | -------- |
|                                                           | Ország                                                    | Arany                                                     | Ezüst                                                     | Bronz                                                     | Összesen |
| 1.                                                        | Oroszország (RUS)                                         | 4                                                         | 1                                                         | 2                                                         | 7        |
| 2.                                                        | Magyarország (HUN)                                        | 2                                                         | 1                                                         | 1                                                         | 4        |
| 3.                                                        | Olaszország (ITA)                                         | 1                                                         | 3                                                         | 0                                                         | 4        |
| 4.                                                        | Franciaország (FRA)                                       | 1                                                         | 1                                                         | 1                                                         | 3        |
| 5.                                                        | Dél-Korea (KOR)                                           | 1                                                         | 0                                                         | 1                                                         | 2        |
| 6.                                                        | Románia (ROU)                                             | 1                                                         | 0                                                         | 0                                                         | 1        |
|                                                           |                                                           |                                                           |                                                           |                                                           |          |
| 7.                                                        | Egyesült Államok (USA)                                    | 0                                                         | 2                                                         | 2                                                         | 4        |
| 8.                                                        | Kína (CHN)                                                | 0                                                         | 1                                                         | 1                                                         | 2        |
| 8.                                                        | Ukrajna (UKR)                                             | 0                                                         | 1                                                         | 1                                                         | 2        |
|                                                           |                                                           |                                                           |                                                           |                                                           |          |
| 10.                                                       | Tunézia (TUN)                                             | 0                                                         | 0                                                         | 1                                                         | 1        |
|                                                           |                                                           |                                                           |                                                           |                                                           |          |
| Összesen                                                  | Összesen                                                  | 10                                                        | 10                                                        | 10                                                        | 30       |

## Érmesek

### Férfi
| A 2016. évi nyári olimpiai játékok férfi érmesei vívásban |                                                                                              |                                                                                                | |
| Versenyszám                                               | Arany                                                                                        | Ezüst                                                                                          | Bronz                                                                                                |
| Párbajtőr, egyéni                                         | Pak Szangjong (Park Sang-yeong) · Dél-Korea (KOR)                                            | Imre Géza · Magyarország (HUN)                                                                 | Gauthier Grumier · Franciaország (FRA)                                                               |
| Párbajtőr, csapat                                         | Franciaország (FRA) · Yannick Borel · Gauthier Grumier · Daniel Jérent · Jean-Michel Lucenay | Olaszország (ITA) · Marco Fichera · Enrico Garozzo · Paolo Pizzo · Andrea Santarelli           | Magyarország (HUN) · Boczkó Gábor · Imre Géza · Rédli András · Somfai Péter                          |
| Tőr, egyéni                                               | Daniele Garozzo · Olaszország (ITA)                                                          | Alexander Massialas · Egyesült Államok (USA)                                                   | Tyimur Szafin · Oroszország (RUS)                                                                    |
| Tőr, csapat                                               | Oroszország (RUS) · Artur Ahmathuzin · Alekszej Cseremiszinov · Tyimur Szafin                | Franciaország (FRA) · Jérémy Cadot · Enzo Lefort · Erwann Le Péchoux · Jean-Paul Tony Helissey | Egyesült Államok (USA) · Miles Chamley-Watson · Race Imboden · Alexander Massialas · Gerek Meinhardt |
| Kard, egyéni                                              | Szilágyi Áron · Magyarország (HUN)                                                           | Daryl Homer · Egyesült Államok (USA)                                                           | Kim Dzsonghvan (Kim Jeong-hwan) · Dél-Korea (KOR)                                                    |

### Női
| A 2016. évi nyári olimpiai játékok női érmesei vívásban |                                                                                                 | |                                                                                               |
| Versenyszám                                             | Arany                                                                                           | Ezüst | Bronz                                                                                         |
| Párbajtőr, egyéni                                       | Szász Emese · Magyarország (HUN)                                                                | Rossella Fiamingo · Olaszország (ITA)                                                                             | Szun Ji-ven (Sun Yiwen) · Kína (CHN)                                                          |
| Párbajtőr, csapat                                       | Románia (ROU) · Loredana Dinu · Simona Gherman · Simona Pop · Ana Maria Popescu                 | Kína (CHN) · Hao Csia-lu (Hao Jialu) · Hszü An-csi (Xu Anqi) · Szun Ji-ven (Sun Yiwen) · Szun Jü-csie (Sun Yujie) | Oroszország (RUS) · Olga Kocsnyeva · Violetta Kolobova · Tatyjana Logunova · Ljubov Sutova    |
| Tőr, egyéni                                             | Inna Gyeriglazova · Oroszország (RUS)                                                           | Elisa Di Francisca · Olaszország (ITA)                                                                            | Ínesz Búbakri · Tunézia (TUN)                                                                 |
| Kard, egyéni                                            | Jana Jegorjan · Oroszország (RUS)                                                               | Szofja Velikaja · Oroszország (RUS)                                                                               | Olha Harlan · Ukrajna (UKR)                                                                   |
| Kard, csapat                                            | Oroszország (RUS) · Julija Gavrilova · Jekatyerina Gyjacsenko · Jana Jegorjan · Szofja Velikaja | Ukrajna (UKR) · Olha Harlan · Olena Kravacka · Alina Komascsuk · Olena Voronyina                                  | Egyesült Államok (USA) · Monica Aksamit · Ibtihaj Muhammad · Dagmara Wozniak · Mariel Zagunis |